# 22-й окремий мотопіхотний батальйон (Україна)
22-й окремий мотопіхотний батальйон (22 ОМПБ, в/ч А1939, пп В0576) — формування у складі Збройних сил України.
2014 року після російського вторгнення був створений 22-й батальйон територіальної оборони  з мешканців Харківської області у ході часткової мобілізації.

## Історія

### Передумови
19 березня 2014 року Рада національної безпеки і оборони України ухвалила рішення про створення оперативних штабів територіальної оборони при обласних державних адміністраціях. 30 березня 2014 року в. о. президента України Олександр Турчинов доручив керівникам облдержадміністрацій почати створення батальйонів територіальної оборони в кожній області України. 30 квітня 2014 року було ухвалено офіційне рішення передати функції створення батальйонів ТрО обласним військовим комісаріатам.

### Створення
Створення батальйону територіальної оборони в Харківській області розпочалося 25 квітня 2014 року. Харківський обласний військкомат повідомив, що до служби в батальйоні будуть залучені чоловіки віком від 19 до 40 років, які мають необхідну військово-облікову спеціальність, а вже 29 квітня 2014 формування батальйону було завершено, — мобілізаційний наряд Генерального штабу Збройних Сил було виконано достроково.
29 квітня 2014 року на прес-конференції в. о. військового комісара Харківської області полковник Олександр Біда повідомив, що до складу підрозділу увійшли мобілізовані за такими військово-обліковими спеціальностями, як стрільці, гранатометники, зв'язківці, водії, кухарі та ремонтники. Він також повідомив, що батальйон призначений для «посилення охорони важливих державних і військових об'єктів, допомоги прикордонникам та охорони об'єктів, які забезпечують життєдіяльність області».

### Війна на сході
Вишкіл військовослужбовців батальйону проходив в Харківському танковому інституті і тривав 10 днів. Батальйон був сформований на базі цього інституту і налічував 423 особи.
14 травня укомплектований за штатами мирного часу батальйон (423 військовослужбовців) був відправлений до Луганської області в зону проведення АТО під Сватове. При цьому, військовослужбовці батальйону із захисного спорядження мали лише сталеві каски, солдати не отримали бронежилети, «оскільки вони не передбачені в штатному розкладі», що викликало обурення родичів призовників. Крім того, мобілізовані солдати поскаржились, що перед відправленням у зону бойових дій командування наказало їм зняти з уніформи розпізнавальні знаки, в тому числі погони. Голова обласної адміністрації Харківської області Ігор Балута заявив, що «можливо, це зроблено для безпеки військовослужбовців».
16 травня прес-служба Міністерства оборони оголосила, що військовослужбовці харківського батальйону «не залучаються до виконання завдань антитерористичної операції».
5 червня батальйон вирушив в м. Ізюм Харківської області для посилення охорони блокпостів на кордоні з Донецькою та Луганською областями.
5 липня на одному з блокпостів в Луганській області, між Сєвєродонецьком і Новоайдаром були захоплені в полон 5 бійців батальйону.
16 серпня бійці були звільнені в результаті обміну на полонених бойовиків.
12 вересня в Харківській області розпочалася військова підготовка призовників з третьої хвилі мобілізації, направлених з різних регіонів в зведений підрозділ 22-го батальйону територіальної оборони. Після завершення підготовки їх відправили на поповнення особового складу батальйону, який перебував в зоні АТО.
30 вересня в місті Сєвєродонецьк четверо військовослужбовців батальйону в нетверезому стані влаштували конфлікт в ресторані «Два кума» зі стріляниною по відвідувачам і прибулим на виклик працівникам міліції, після чого втекли на викраденому автомобілі УАЗ. Слідом за цим голова Луганської ОДА Геннадій Москаль звернувся до міністра оборони Гелетея з проханням вивести із зони АТО і розформувати батальйон за компрометацію військових формувань.

### Переформатування

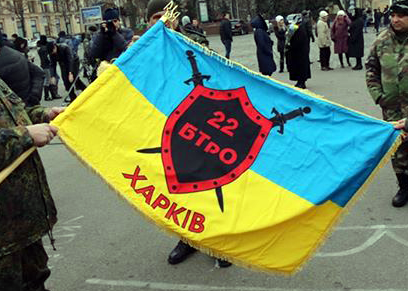
Прапор 22 б ТрО на пл. Свободи Харкова, 19 листопада 2014

У листопаді Генштаб Збройних сил України повідомив, що батальйон буде переформований як 22 окремий мотопіхотний батальйон, і увійде до складу 92-ї окремої механізованої бригади.
17 листопада батальйон повернувся до Харкова, де перебуватиме два місяці. За цей час планується провести його доукомплектацію людьми, технікою і зброєю. Комбат Горбенко розповів журналістам:

## Техніка, озброєння і спорядження
Особовий склад батальйону озброєний автоматами Калашникова.
В період з 14 травня до 14 червня 22-й батальйон тероборони отримав партію спорядження загальною вартістю близько 400 тис. гривень (понад 70 бронежилетів, 100 спальних мішків, 100 карематів, 10 оптичних біноклів і кілька сучасних рацій тощо).
10 вересня батальйон отримав одну зенітну кулеметну установку ЗПУ-1 1952 року випуску. Як повідомив командир батальйону Сергій Горбенко, Генштаб надав дозвіл на використання бронетехніки і важкої зброї.
На озброєння батальйону планується надати танки Т-64. В розпорядженні батальйону залишилося лише три справні вантажівки, решта — потребують ремонту.

## Командування
- (2014) підполковник Горбенко Сергій Вікторович[30]
- (2018—?) підполковник Ковцур Юрій Віталійович

## Символіка
В емблемі батальйону в зеленому полі на тлі кола перехрещено дві рушниці та ядро, що палає.

## Втрати
- Лємешов Михайло Федорович, прапорщик запасу, головний сержант взводу, загинув 6 вересня 2014 року.
- Ткаченко Олександр Анатолійович, лейтенант, командир взводу, загинув 6 вересня 2014 року.
- Клюєв Сергій Борисович, солдат, заступник командира взводу, загинув 21 травня 2015 року.
- Гаврик Максим Степанович, солдат, 11 квітня 2018 року помер від інфаркту.
- Фомін Олег Олегович, старший солдат, 26 жовтня 2018.[38]
- Шаповал Артур, помер 18 листопада 2023 року у військовому шпиталі міста Немирів Вінницької області.[39]